# Marília Atlético Clube

El Marília Atlético Clube es un club de fútbol brasilero, de la ciudad de Marília en Estado de São Paulo. Fue fundado en 1942 y juega en el Campeonato Paulista del fútbol brasileño.

## Entrenadores
- João Martins (?–febrero de 2009)[3]
- José Carlos Serrão (febrero de 2009–?)[3]
- Guilherme Alves (febrero de 2022–abril de 2023)[4][5]
- Rogério Corrêa (mayo de 2023–septiembre de 2023)[6][7]
- Cléber Gaúcho (septiembre de 2023–presente)[2]

## Palmarés

### Torneos regionales
- Campeonato Paulista Serie A2 (2): 1971 y 2002